# Plymouth Savoy
La Plymouth Savoy est un modèle full-size du constructeur automobile américain Plymouth produit de 1954 à 1964. Durant son existence, elle représenta successivement le milieu de gamme (jusque 1958) puis l'entrée de gamme, toujours positionnée en-dessous des Plymouth Belvedere. Elle disparaît finalement fin 1964 (mi-1965 au Canada) lorsque la Belvedere devient un modèle bas de gamme du segment intermédiaire, laissant la Plymouth Fury comme seule modèle full-size de la marque.
Comme la plupart des automobiles similaires produites aux USA, les Savoy produites à partir de 1959 en tant que versions dépouillées à la finition minimaliste et liste d'options réduite, ont été en priorité vendues par les forces de l'ordre, pour lesquelles existaient des options "heavy duty", comme véhicules de société mais aussi comme voiture particulière par des clients soucieux de leurs économies.

## Historique

### Belvedere Savoy

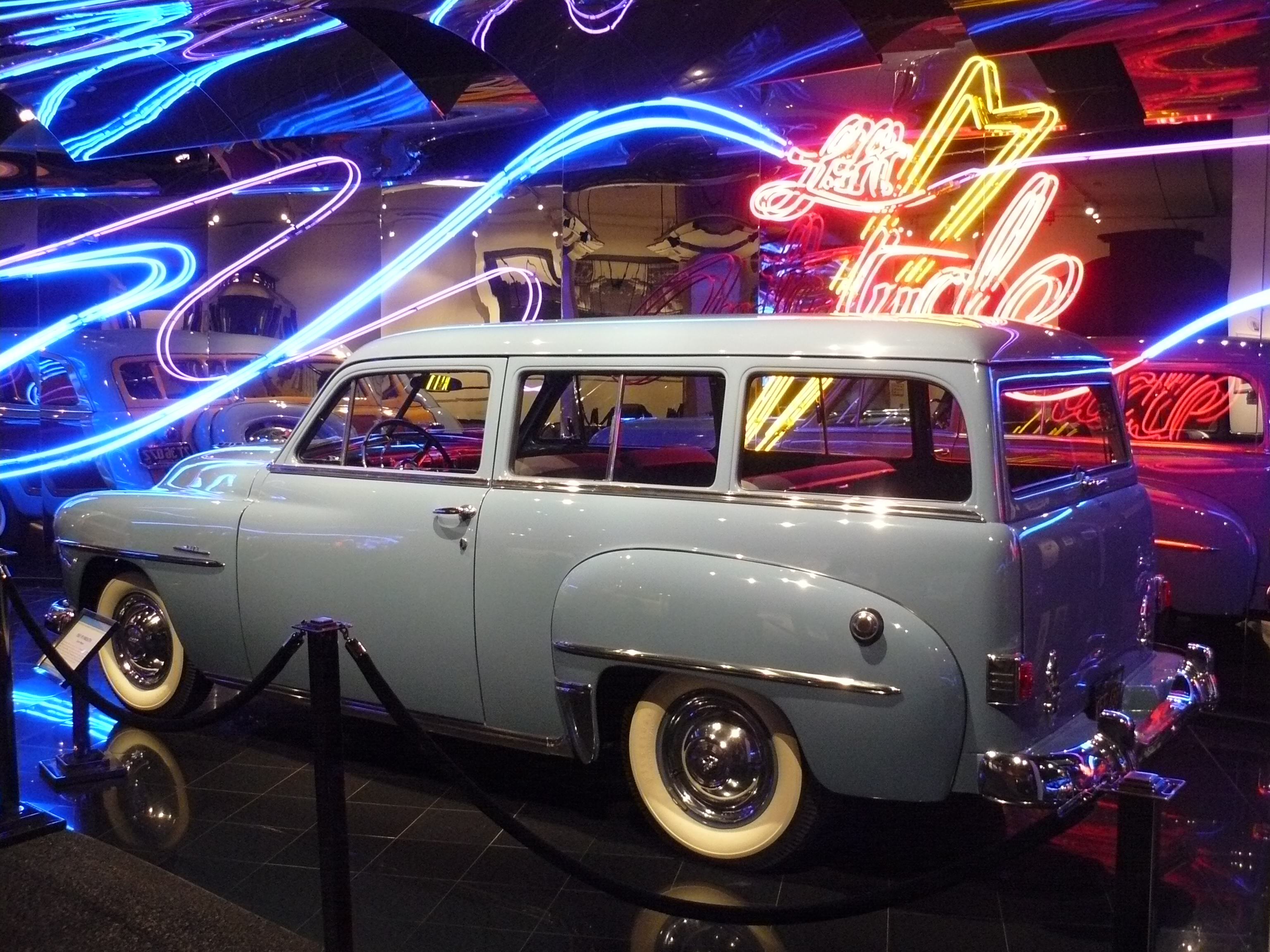
Suburban Savoy de 1951.

En 1951-1952, la marque Plymouth réorganise sa gamme, remplaçant les Deluxe et Special Deluxe par trois modèles reprenant les carrosseries "ponton" introduites en 1949 : les Concord, Cambridge et Cranbrook. La gamme Cambridge comprend les modèles les moins onéreux à grand empattement 118 ¹⁄₂ pouces, les Cranbrook s'inscrivent dans la continuité des Special Deluxe tandis que les Concord reprennent trois carrosseries à empattement court orientés bas de gamme : coupé utilitaire, berline 2 portes fastback ainsi que le break 2 portes Suburban, premier break tout-acier apparu en 1949. Au sein de ce dernier modèle, le nom "Savoy" fait son apparition afin de désigner la finition plus luxueuse du break jusqu'ici reprise comme Custom Deluxe. Elles sont pourvues de chromes extérieurs et d'une teinte bicolore en option portent l'inscription "Savoy" sur les flancs du capot.
Prolongées un an de plus en raison de la Guerre de Corée, les carrosseries de 1949 sont finalement remplacées en 1953 par une nouvelle génération complètement redessinée qui ne comporte plus de Concord ; les breaks Suburban de base sont rattachés aux Cambridge et les break Savoy aux Cranbrook.

## Lancement
L'année-modèle 1954 est marquée par un renommage pour des raisons de marketing tandis que les carrosseries créées l'année précédente sont reconduites avec une nouvelle calandre et des coloris plus chatoyants. Il y a désormais trois gammes complètes dont les noms renvoient à des grands hôtels et palais :
- Plaza : remplaçant les Cambridge de base ;
- Savoy : désormais une série complète avec des berlines et coupés ;
- Belvedere : au sommet de gamme avec des berlines et décapotables en plus du coupé hardtop.

Les deux derniers noms existaient déjà depuis 1951 en tant que modèles uniques (la Belvedere étant un coupé hardtop de la game Cranbrook). Ces changements de façade après une fort bonne année 1953 doivent permettre de patienter un an de plus avant la mise sur le marché des premiers moteurs V8 chez Plymouth.
Malgré ces efforts, Plymouth qui s'était jusqu'ici arrogé la troisième place en matière de ventes derrière Chevrolet et Ford doit faire face à un recul catastrophique, se retrouvant cinquième à la fin de 1954, derrière Buick et Oldsmobile qui réalisent un record historique. Les dimensions et l'aspect peu engageant des carrosseries apparues en 1953 pour tous les modèles Plymouth, Chrysler, Dodge et DeSoto — correspondant aux directives dictées par le président du groupe Chrysler, K. T. Keller, d'augmenter l'espace intérieur (avec une toiture plus haute) tout en réduisant la longueur — ont rebuté une partie de la clientèle tandis que les premium du groupe GM mettent en avant la faible différence de prix avec les marques plus généralistes. Ce mauvais score, qui toucha toutes les marques du groupe Chrysler peut également être imputé à l'absence de transmission automatique chez Plymouth et par la guerre des prix entre GM et Ford amorcée l'année précédente.
Les Savoy de 1954 comptent quatre versions :
- berline quatre portes, la plus produite de toutes les Plymouth confondues en 1954 avec 139 383 exemplaires ;
- coupé deux portes, aux vitres arrière en une pièce ;
- berline deux portes, reconnaissable à l'habitacle plus long aux ouvrants de fenêtres latérales ;
- break Suburban deux portes, un modèle non affiché au catalogue dont seulement 450 exemplaires sortiront d'usine[11], loin derrière les Suburban à finition Belvedere, eux-mêmes une fraction du nombre de breaks Plaza[10].

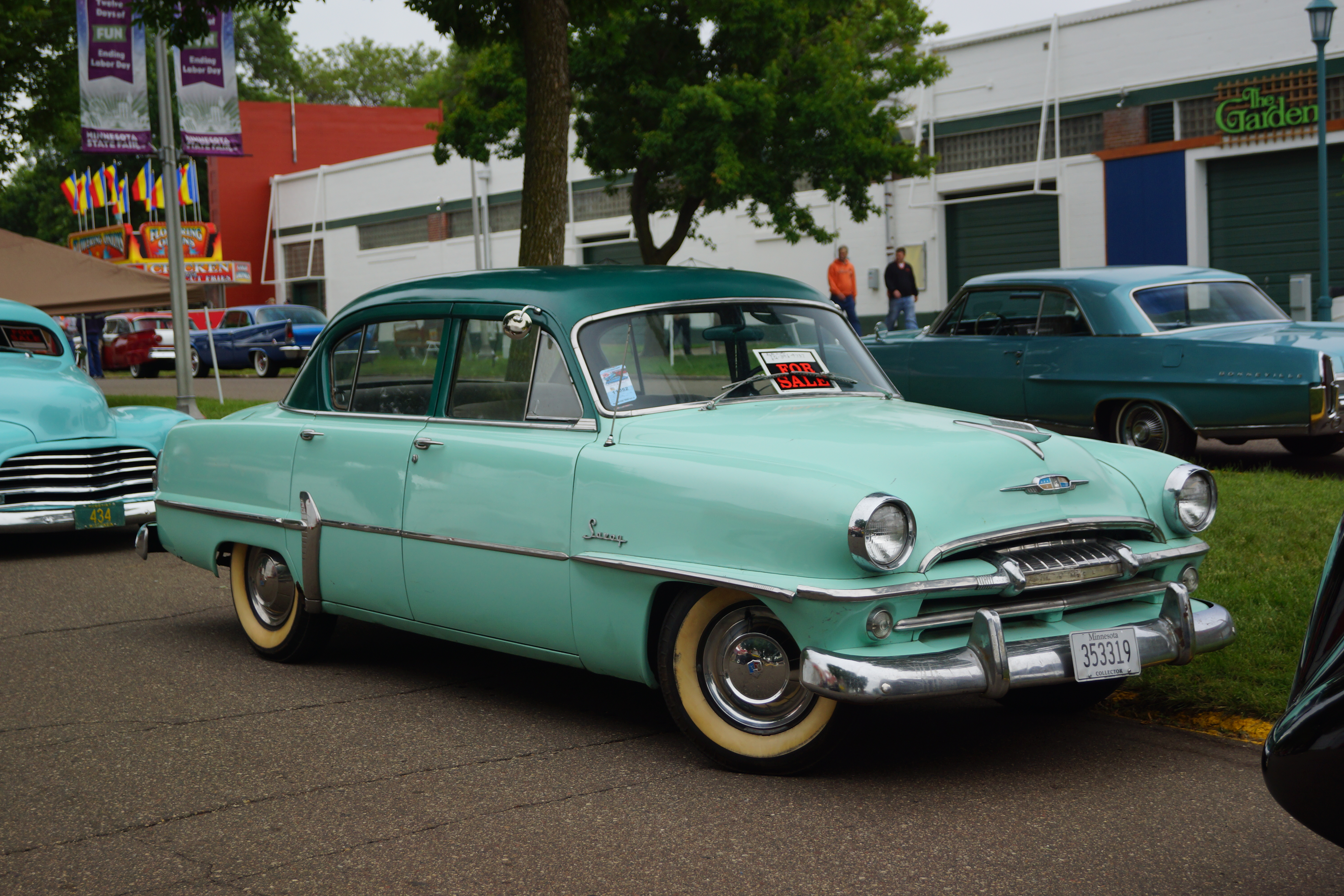
Berline 4 portes.
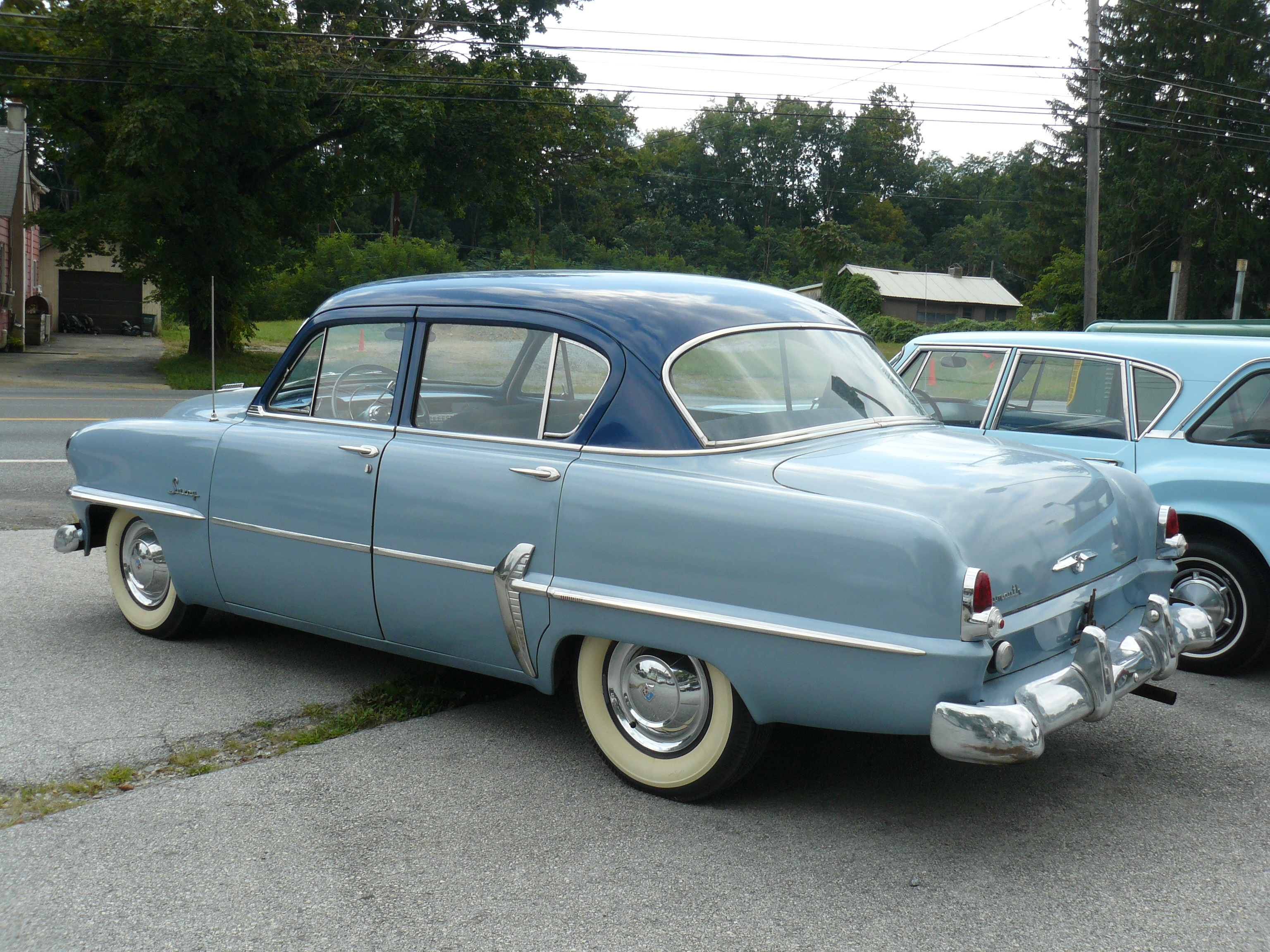
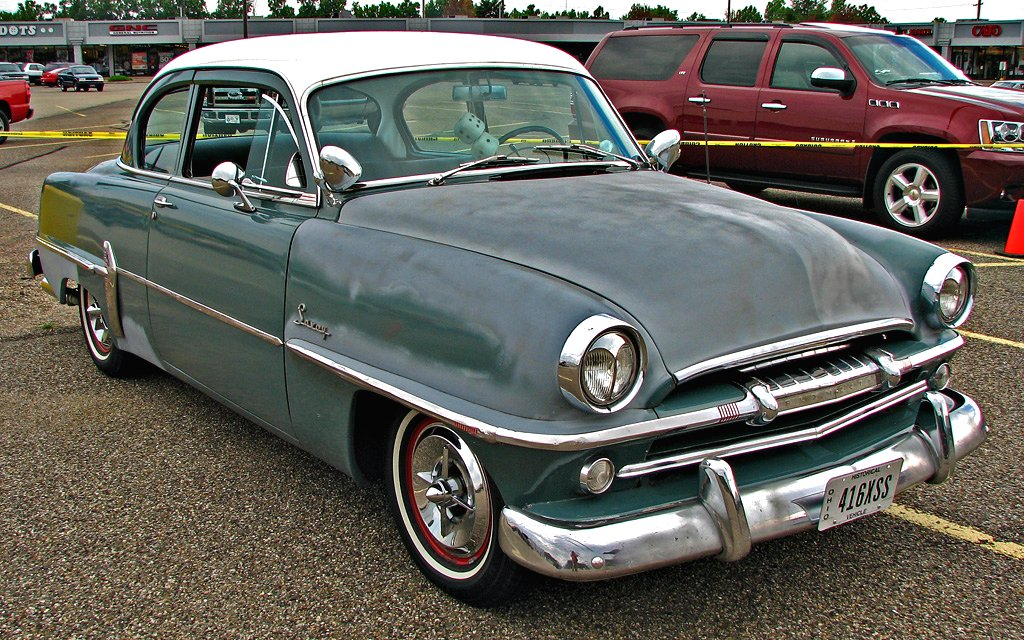
Coupé club.
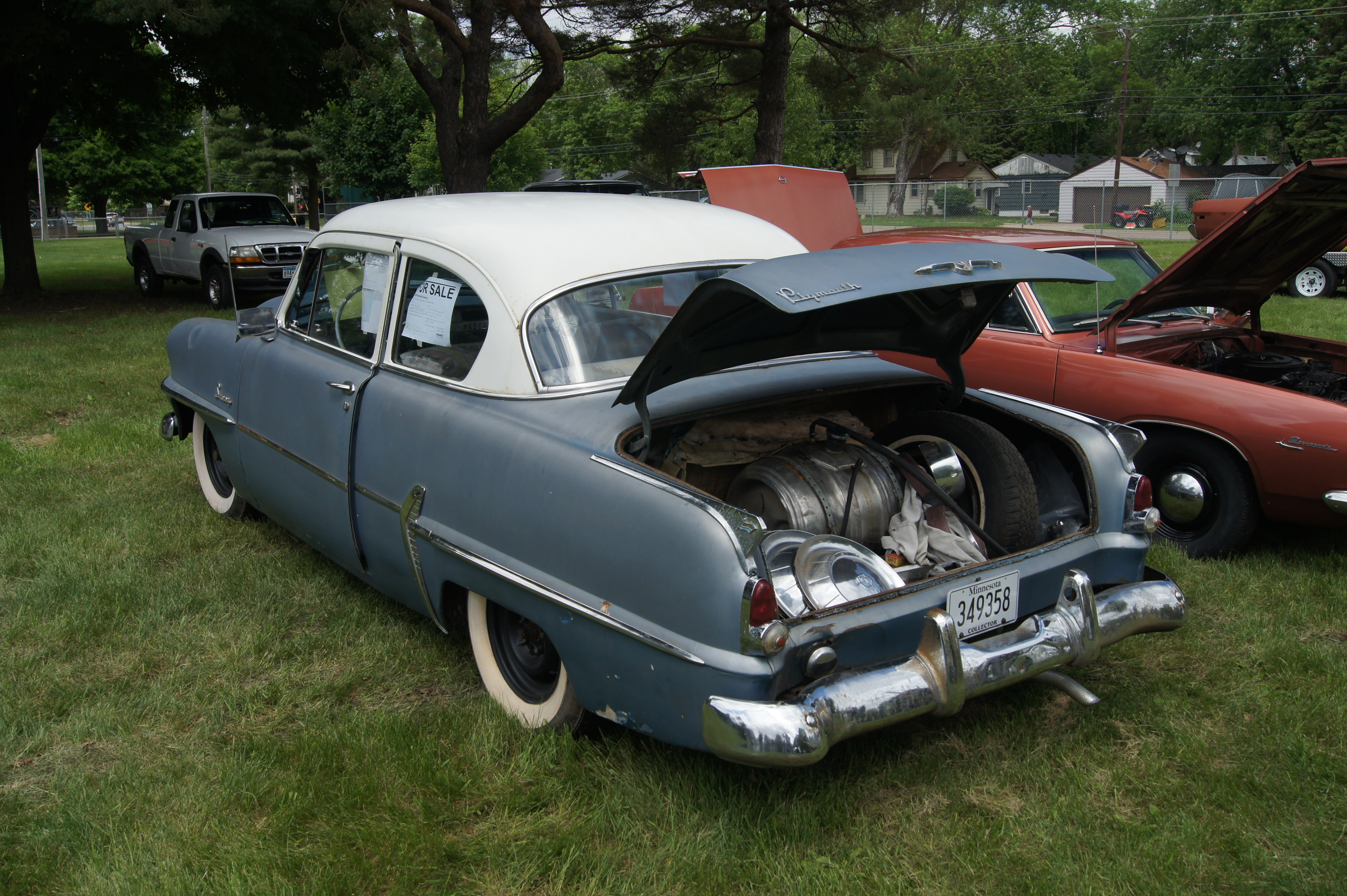

### 1955-1956

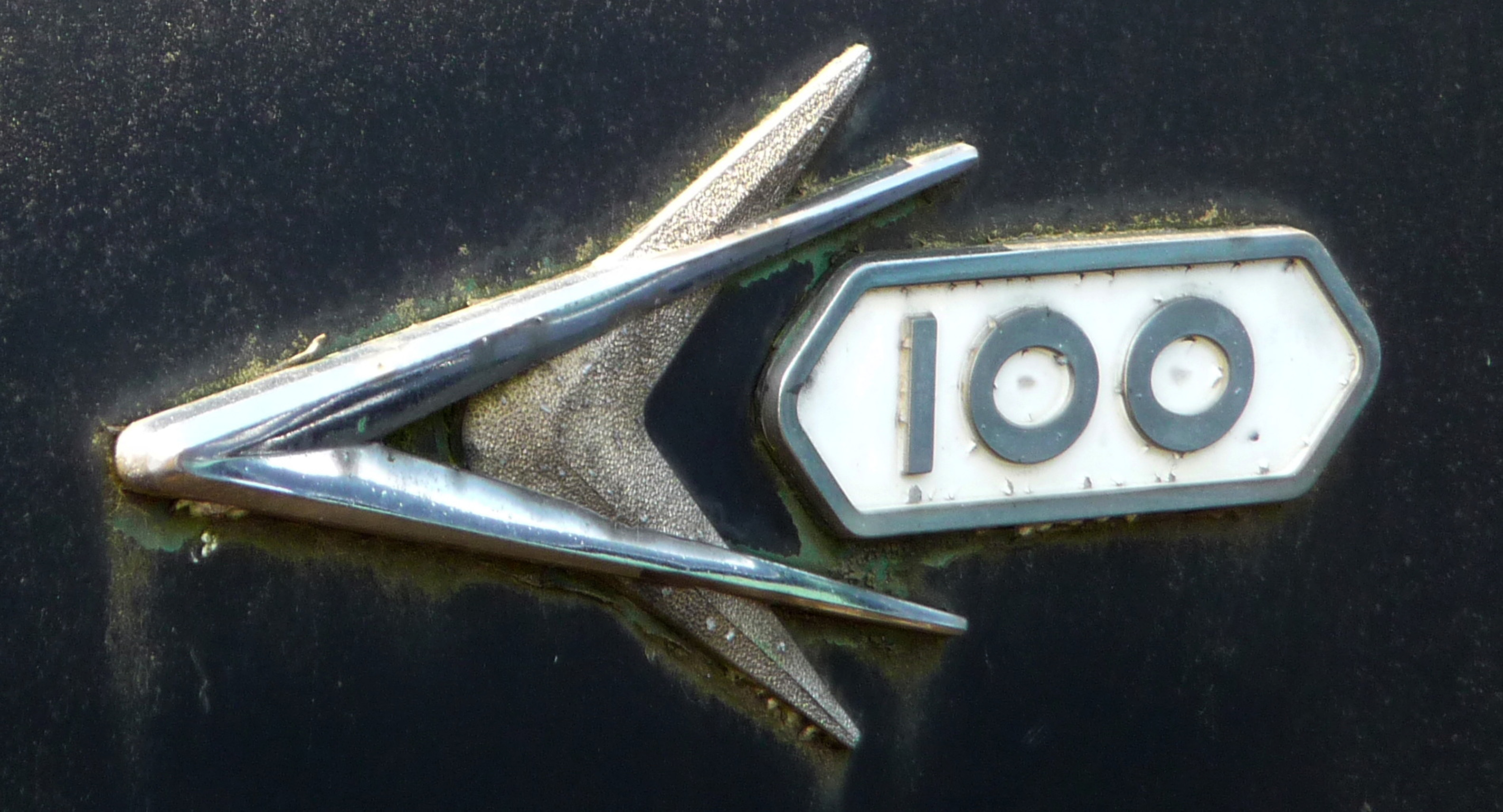
Logo "Forward Look", ici sur un Pickup Dodge.

Face aux résultats catastrophiques de 1954, le groupe Chrysler place ses espoirs dans la nouvelle génération qui propose enfin un moteur V8 polysphérique (version moins coûteuse du moteur Hemi des Chrysler et Dodge) ; la même année, Chevrolet met au point son V8 Small block. En rupture avec les modèles plus anciens, la carrosserie designée par Virgil Exner, inventeur du style "Forward Look", et Henry King est plus basse et élancée, renouant avec la tendance de l'époque. Toutefois les pare-brises sont toujours à montants diagonaux, alors que GM et Ford introduisent un pare-brise panoramique à montants verticaux. L'aspect plus fluide et harmonieux est rehaussé par des phares et ailerons arrière proéminents.
Grâce à ce renouvellement technique et stylistique, les ventes de toutes les marques Chrysler remontent la pente. Contrairement à l'année précédente, la majorité des acheteurs ont favorisé le modèle Belvedere, le plus luxueux ; les Savoy représentant 32% des ventes et à l'inverse des Belvedere, 60% d'entre-elles sont propulsées par le moteur 6-cylindres en ligne hérité des années 1930. En janvier 1955, le coupé Plymouth Fury s'ajoute au sommet de la gamme.
En 1955, les Savoy ne comptent plus que 2 versions : des berlines 2 et 4 portes. Le modèle Savoy de 1955 est décoré avec un long trait chromé à l'avant, sur les versions de base (avec comme option un toit de couleur différente). En option, la moitié basse des flancs s'orne d'une zone de couleur délimitée par un jonc chromé, se terminant par une diagonale vers le bas au niveau des portières avant.
Dès le milieu de l'année-modèle, l'option "sportone" (sport-tone) permet aux acheteurs de Savoy et Plaza de disposer pour une trentaine de dollars supplémentaires de moulures et zones de couleurs comme sur les Belvedere, avec un raccord obliquant vers le haut.
L'année 1956 apporte un avant renouvelé avec une petite grille au lieu d'une section striée au milieu de la barre de calandre et le nom Plymouth en toutes lettres sur le capot tandis que des ailes pointues apparaissent à l'arrière. Le coupé hardtop est désormais aussi disponible en tant que Savoy. La décoration latérale reste sensiblement la même sauf sur les Savoy "sportone" où la zone de couleur prend une forme de flèche.

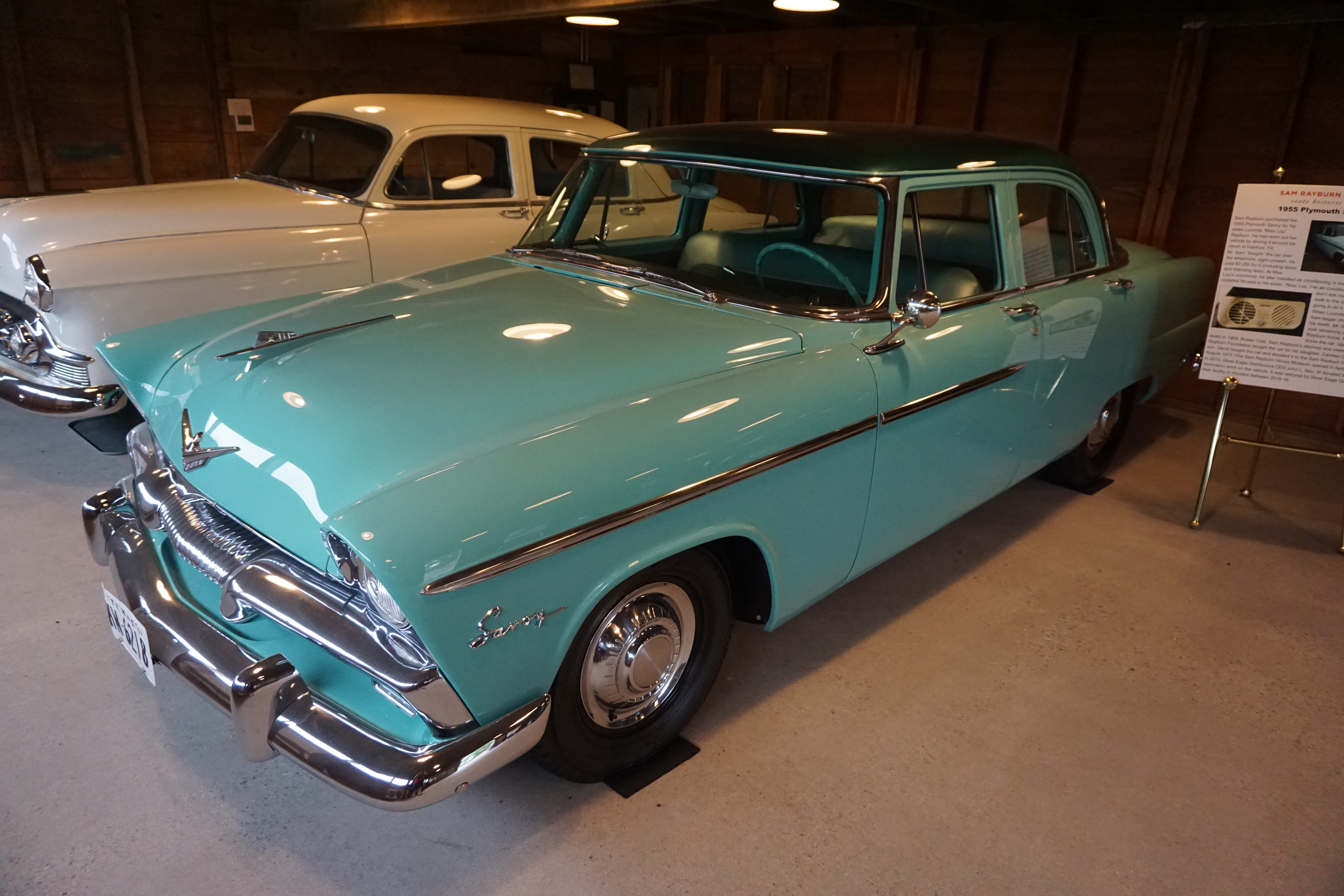
Quatre portes Savoy de 1955.
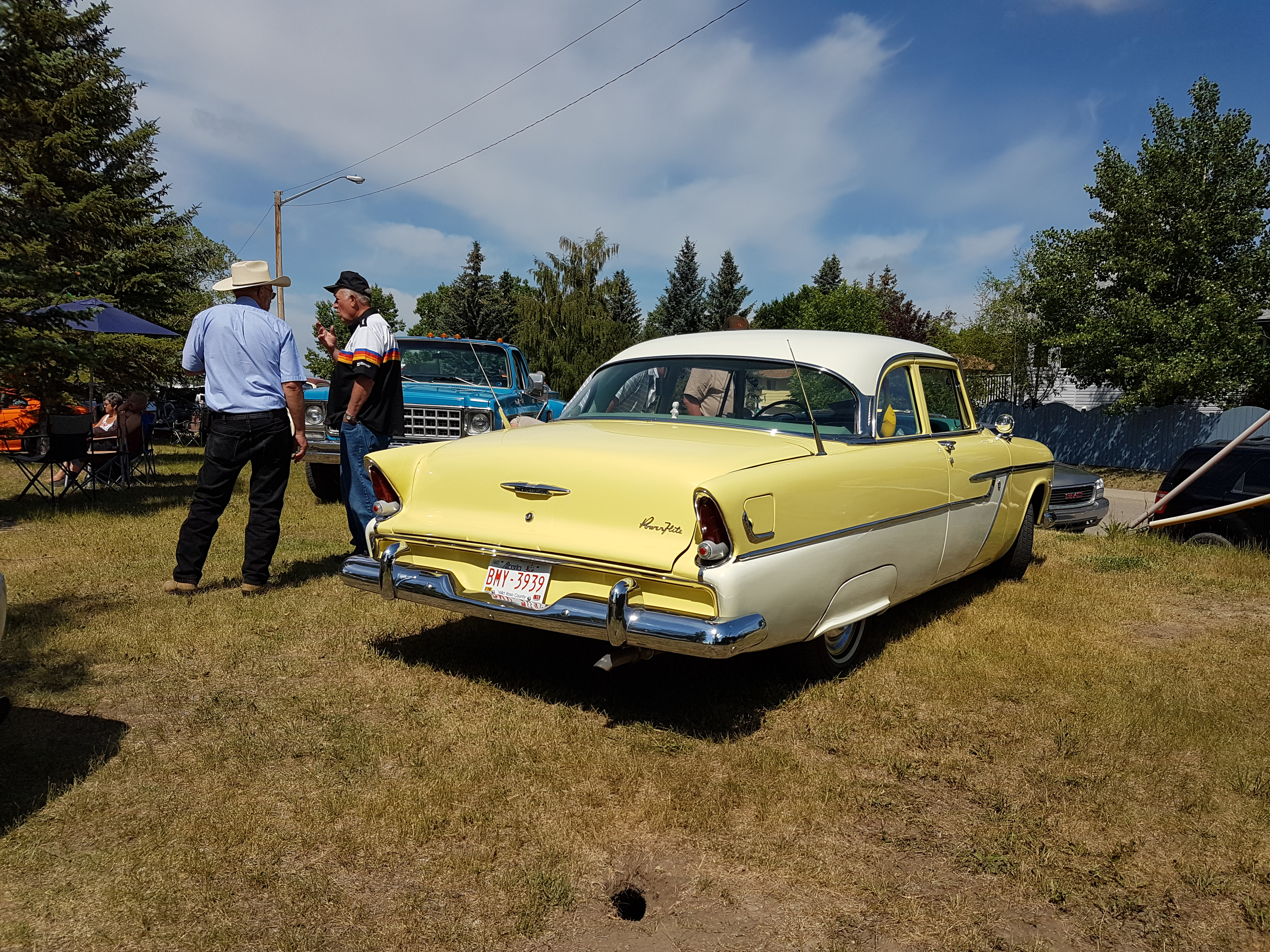
Deux portes "sportone" dotée de la transmission automatique PowerFlite.
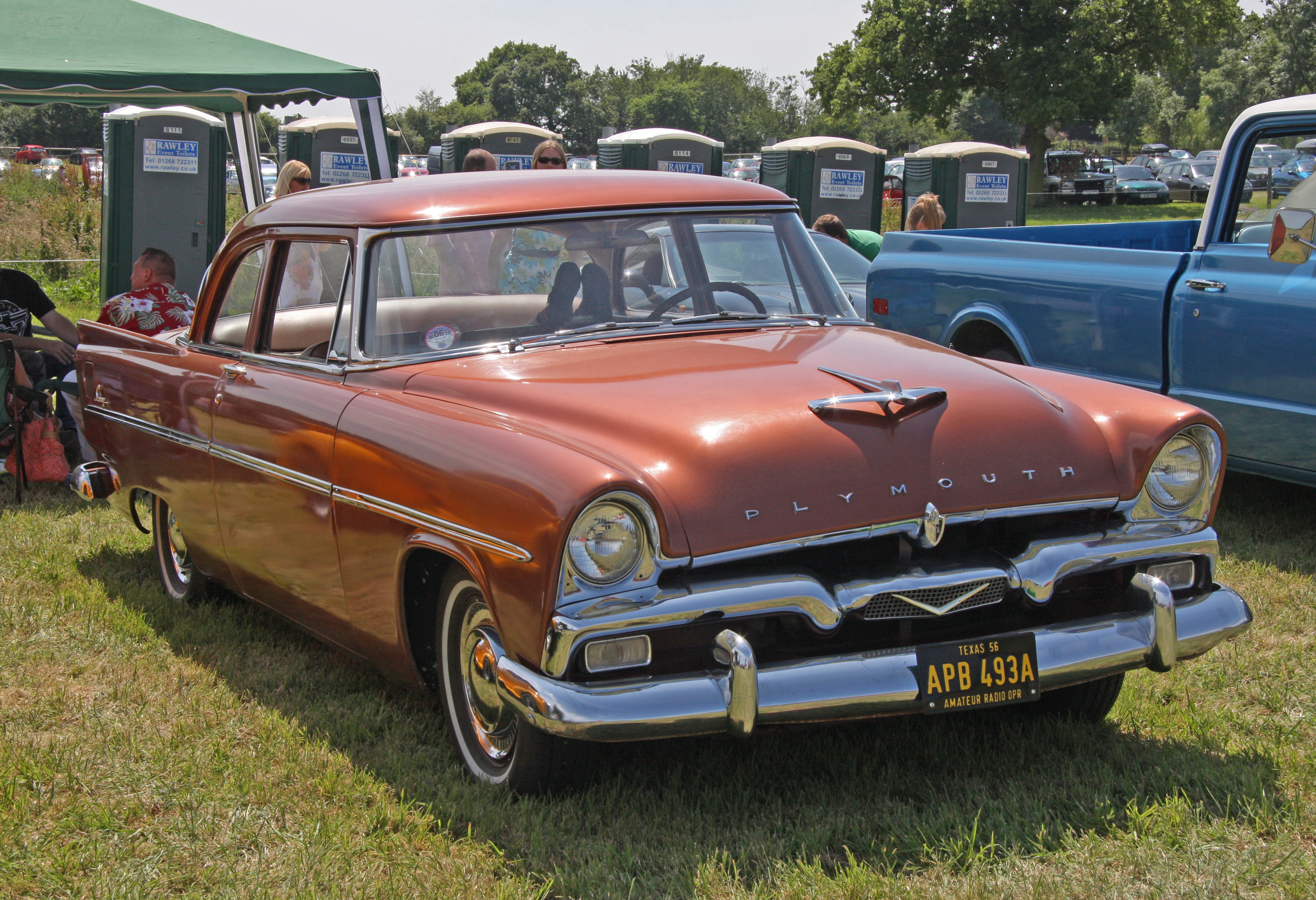
Modèle 1956 en version de base.
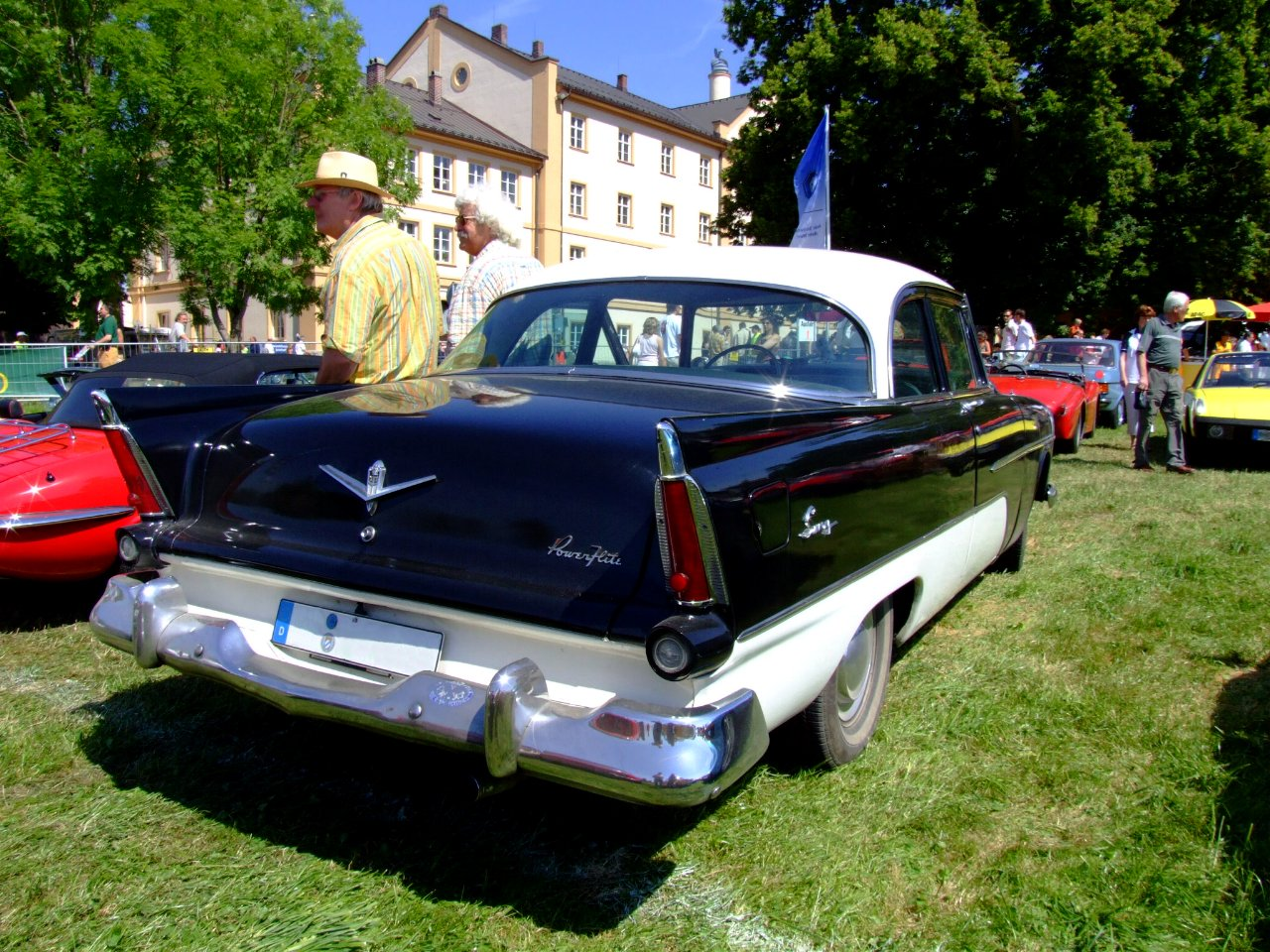
Modèle bicolore de série.

### 1957-1958
Sans attendre trois ans comme le font généralement ses rivaux de GM et Ford, les Plymouth sont entièrement redessinées, toujours sous la houlette de Virgil Exner, avec une version plus flamboyante du Forward Look, annoncée comme en avance de trois ans sur son temps. La tenue de route est également améliorée grâce à une suspension à barres de torsion et une nouvelle boîte automatique TorqueFlite fait son apparition. La Plaza, modèle de base depuis 1954, disparaît après 1958 au profit des Savoy qui descendent tout en bas de la gamme.
Les versions de base sont peintes d'une seule couleur une longue ligne chromée et un V8 en option. On retrouve des berlines six glaces, des berlines deux portes à la ligne de coupé et des coupés hardtop, sauf en 1959. Cette année-là, le coupé utilitaire (berline sans siège arrière) devient un modèle Savoy.
Succès fulgurant au moment de leur lancement, les Plymouth de cette génération doivent rapidement faire face à de sévères problèmes de corrosion accélérée, d'infiltration d'eau et de bris de barres de torsion, ce qui aura des conséquences à long terme sur la réputation du groupe Chrysler.

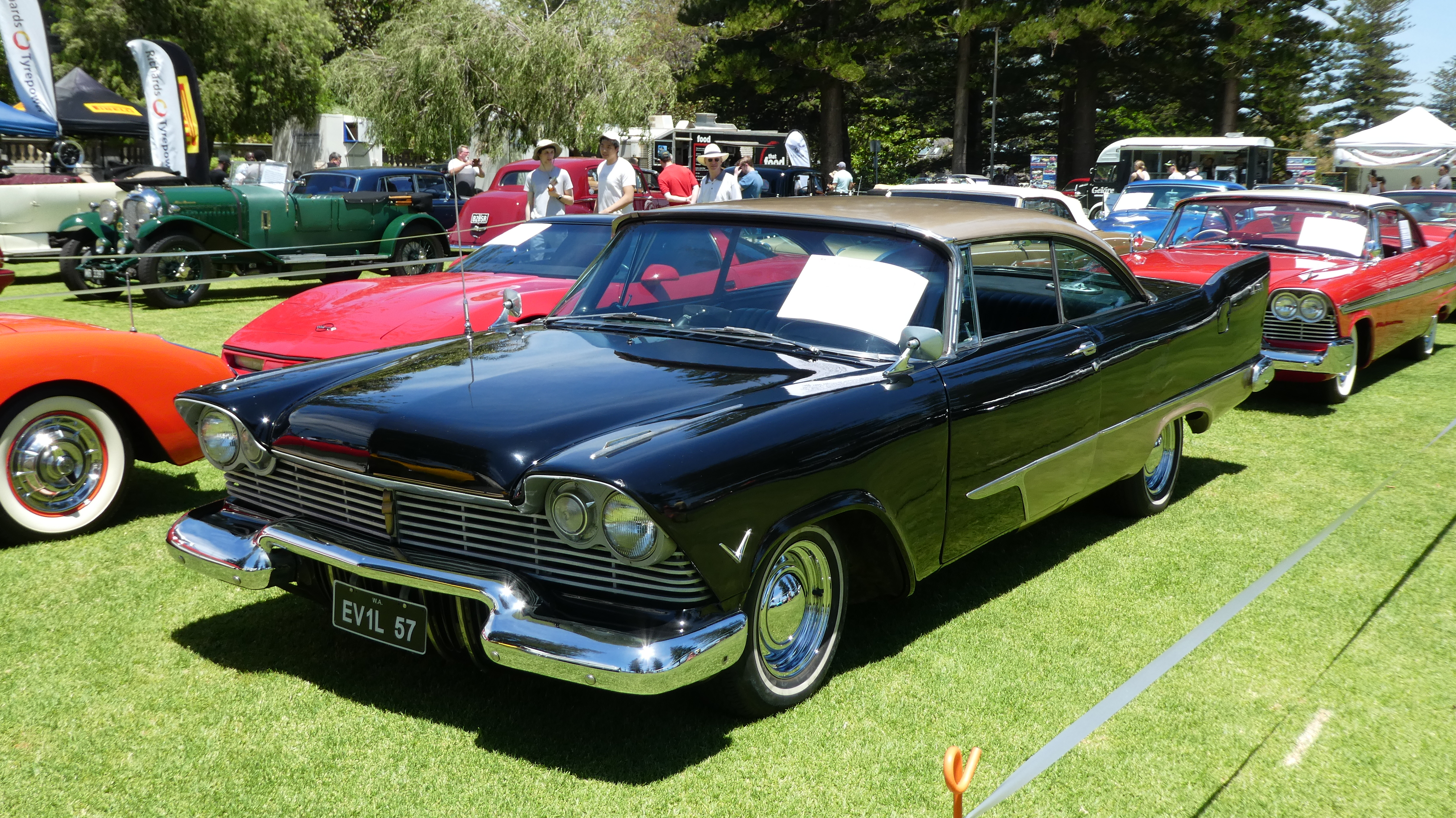
Coupé hardtop (1957).
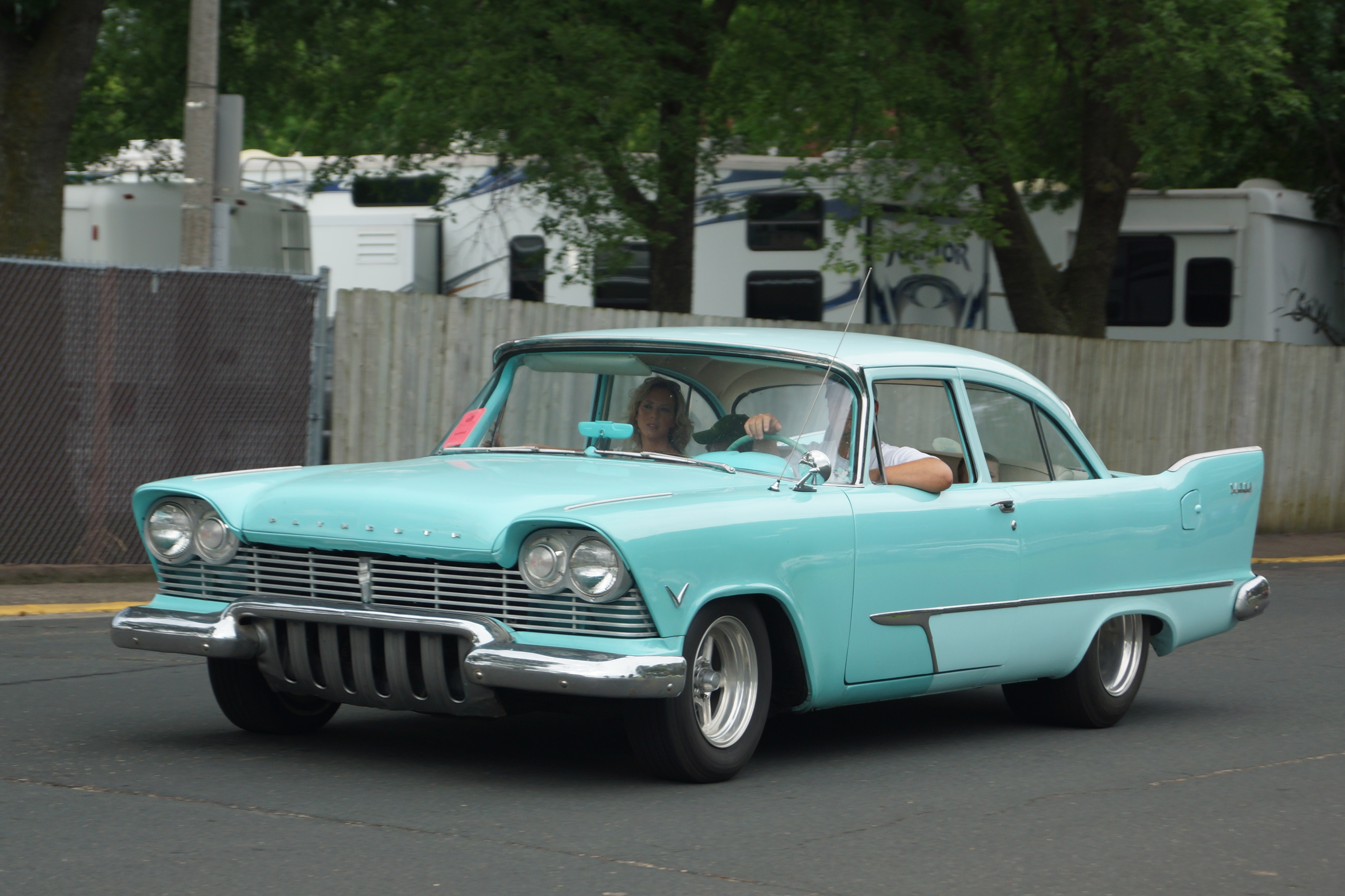
Berline deux portes.
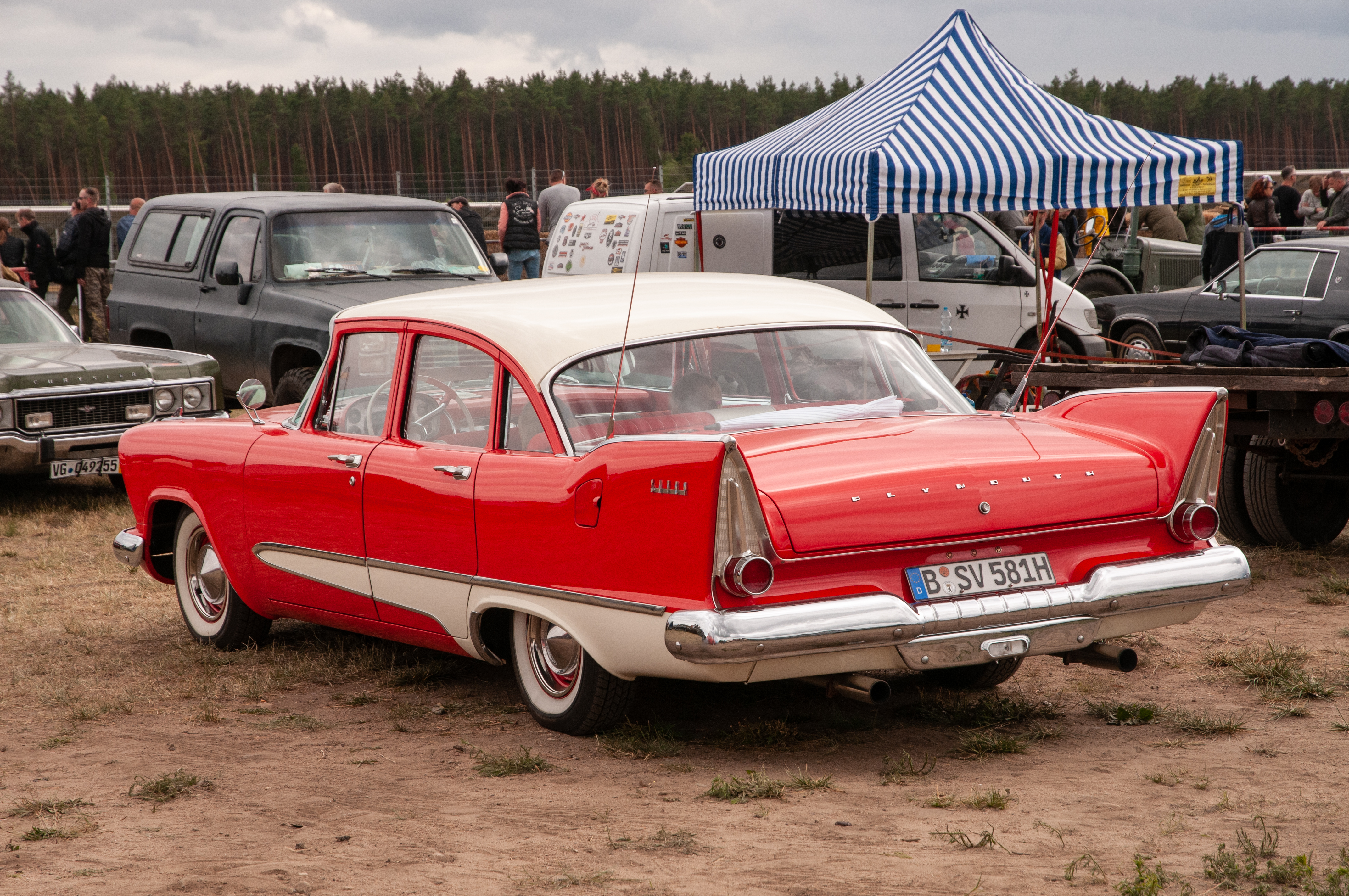
Quatre portes (1958).
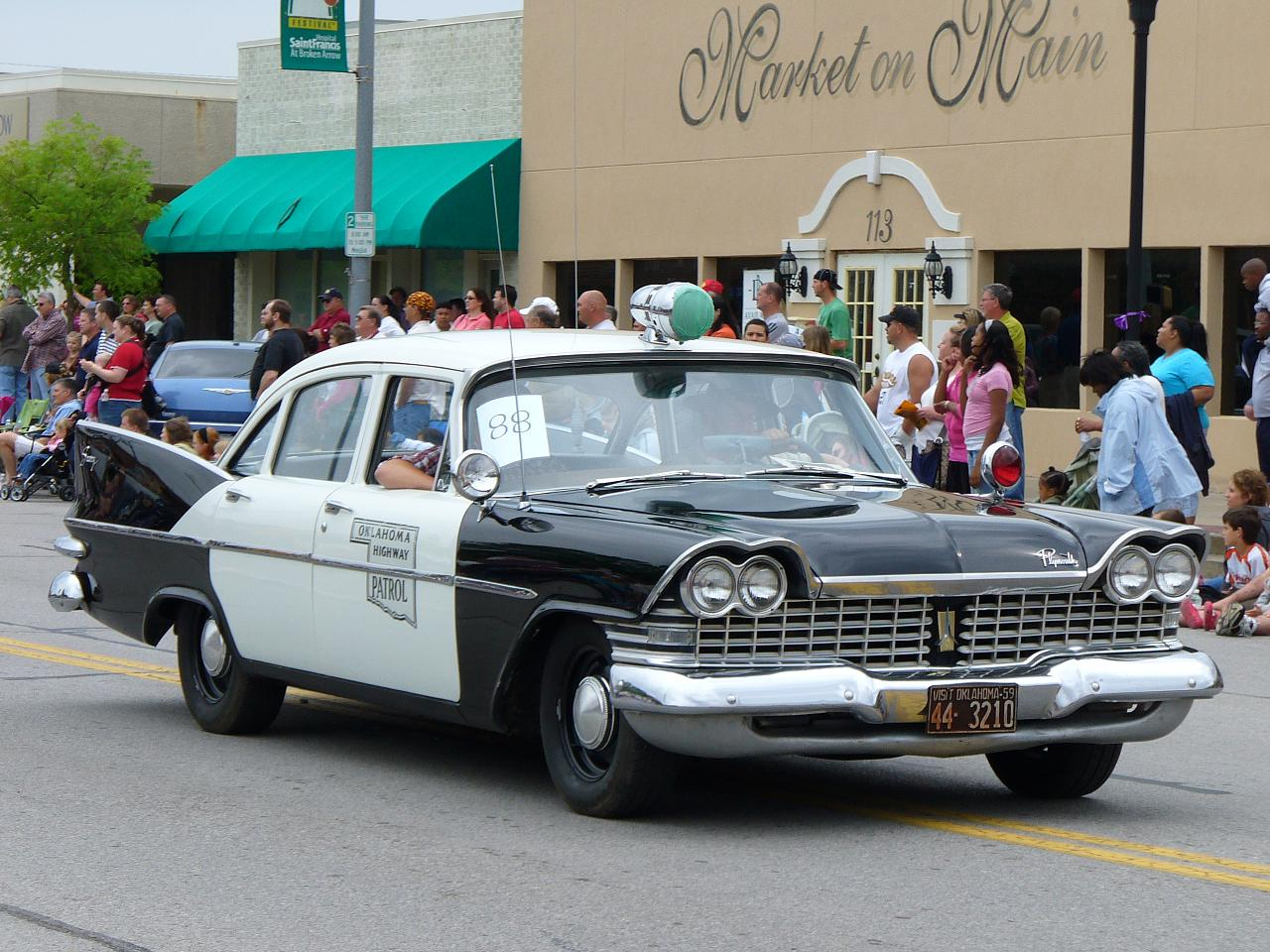
Voiture de patrouille (1959).

### 1960-1961
Introduites en 1960, les nouvelles Plymouth, Dodge, DeSoto, Chrysler et Imperial se caractérisent par leur architecture monocoque. La Savoy, modèle full-size le moins cher, est désormais concurrencé par les compactes Valiant et subit le contrecoup d'un design peu consensuel, encore plus clivant en 1961. Les berlines utilitaires ayant disparu, il n'y a dans la gamme Savoy que des 2 et 4 portes.
À la même période, Plymouth met au point son premier modèle compact, la Valiant, qui connaîtra d'emblée un grand succès. Conséquence de l'arrivée sur le marché des Valiant et de leurs concurrentes (Rambler, Ford Falcon, Chevrolet Corvair, etc.), les ventes d'automobiles full-size auprès des particuliers reculent, à commencer par les modèles tels que la Savoy, à la finition spartiate. Simultanément, Dodge lance la Dart : une automobile aux dimensions semblables aux Plymouth full-size qui connaîtra un succès instantané, éclipsant les autres modèles Dodge aux dimensions plus conséquentes mais semant les germes d'une concurrence frontale entre Plymouth et Dodge. En 1960, les ventes de Dodge et Chrysler connaîtront un net (mais éphémère) rebond alors que Plymouth continue de dévisser.

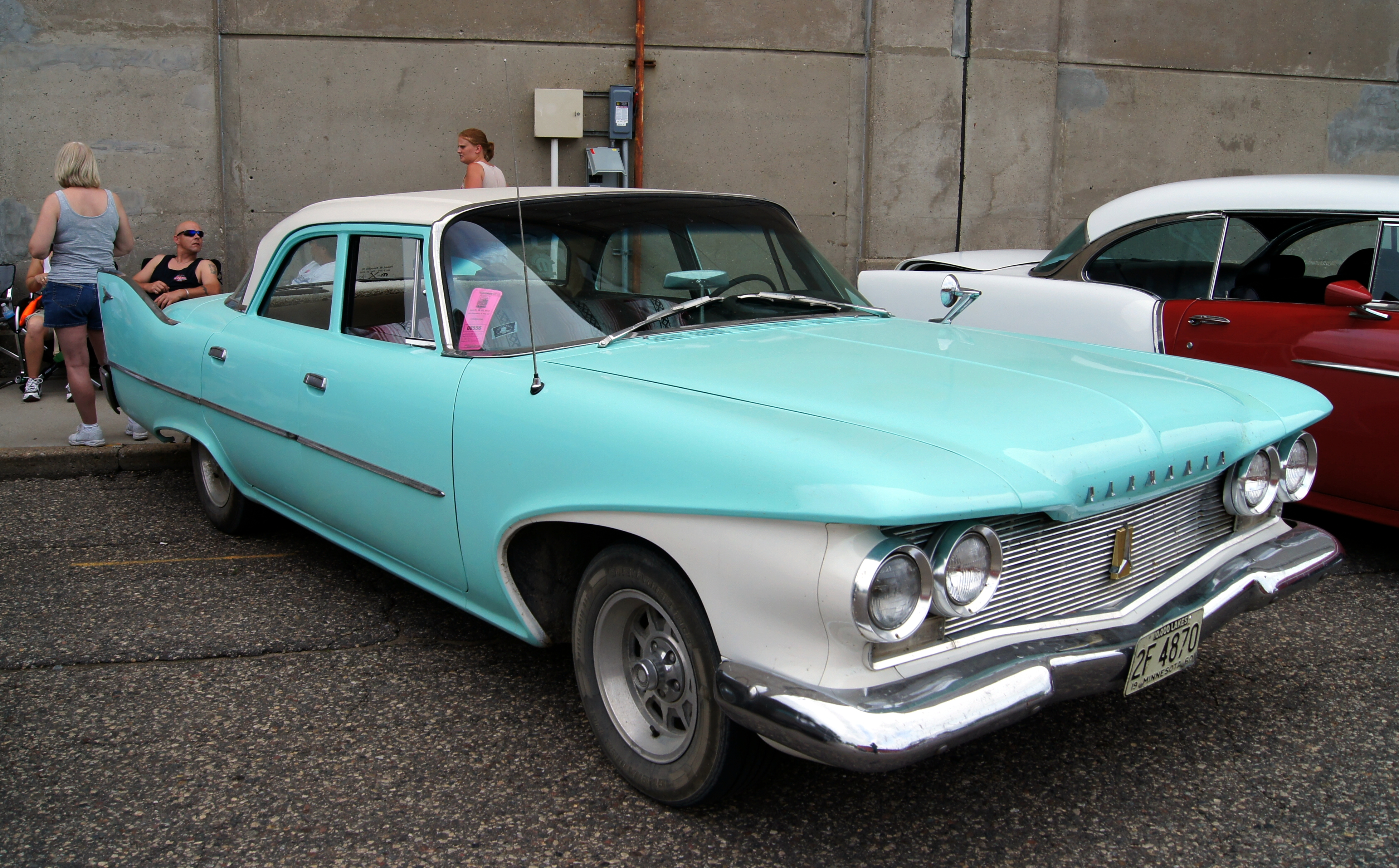
Modèle 1960.
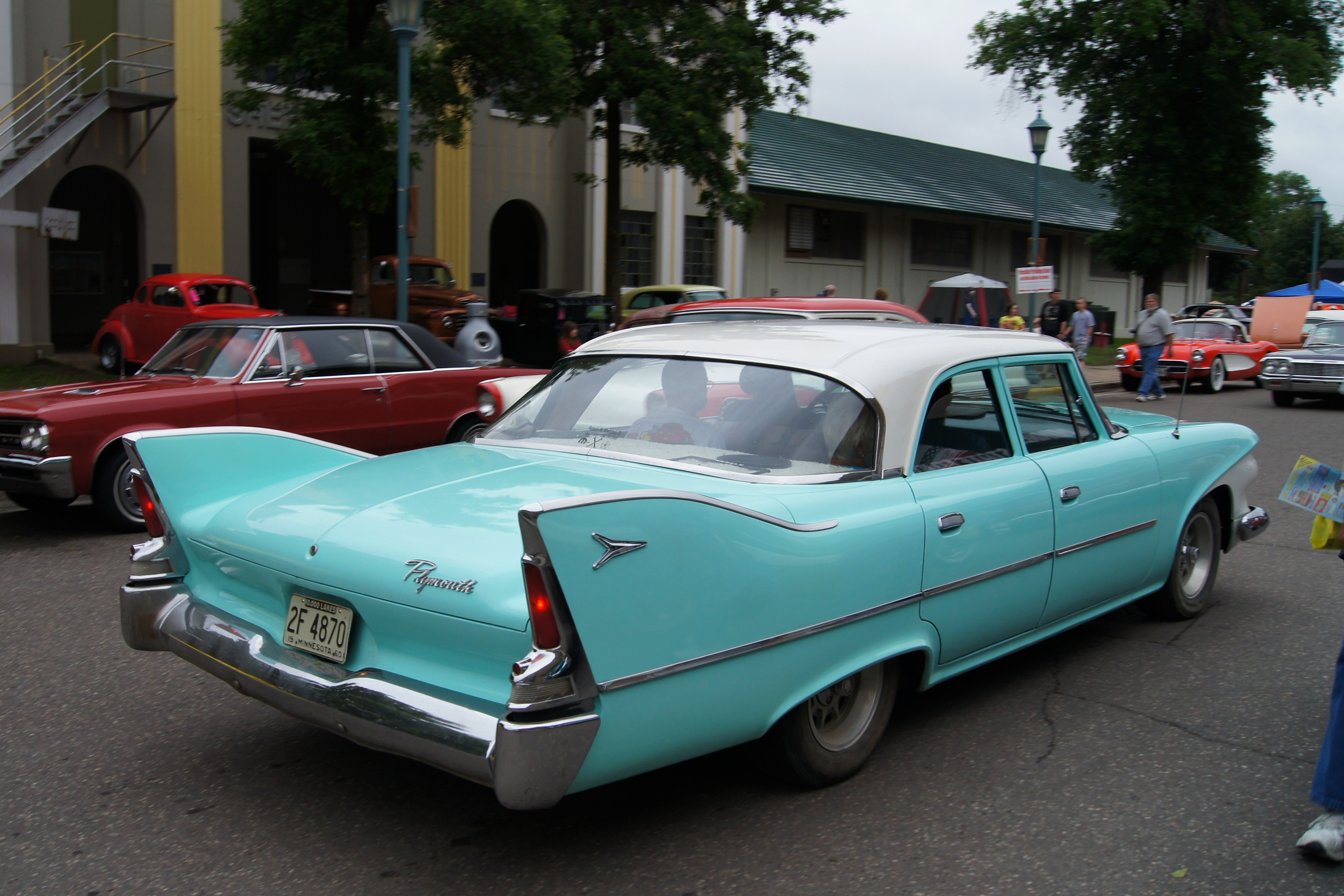
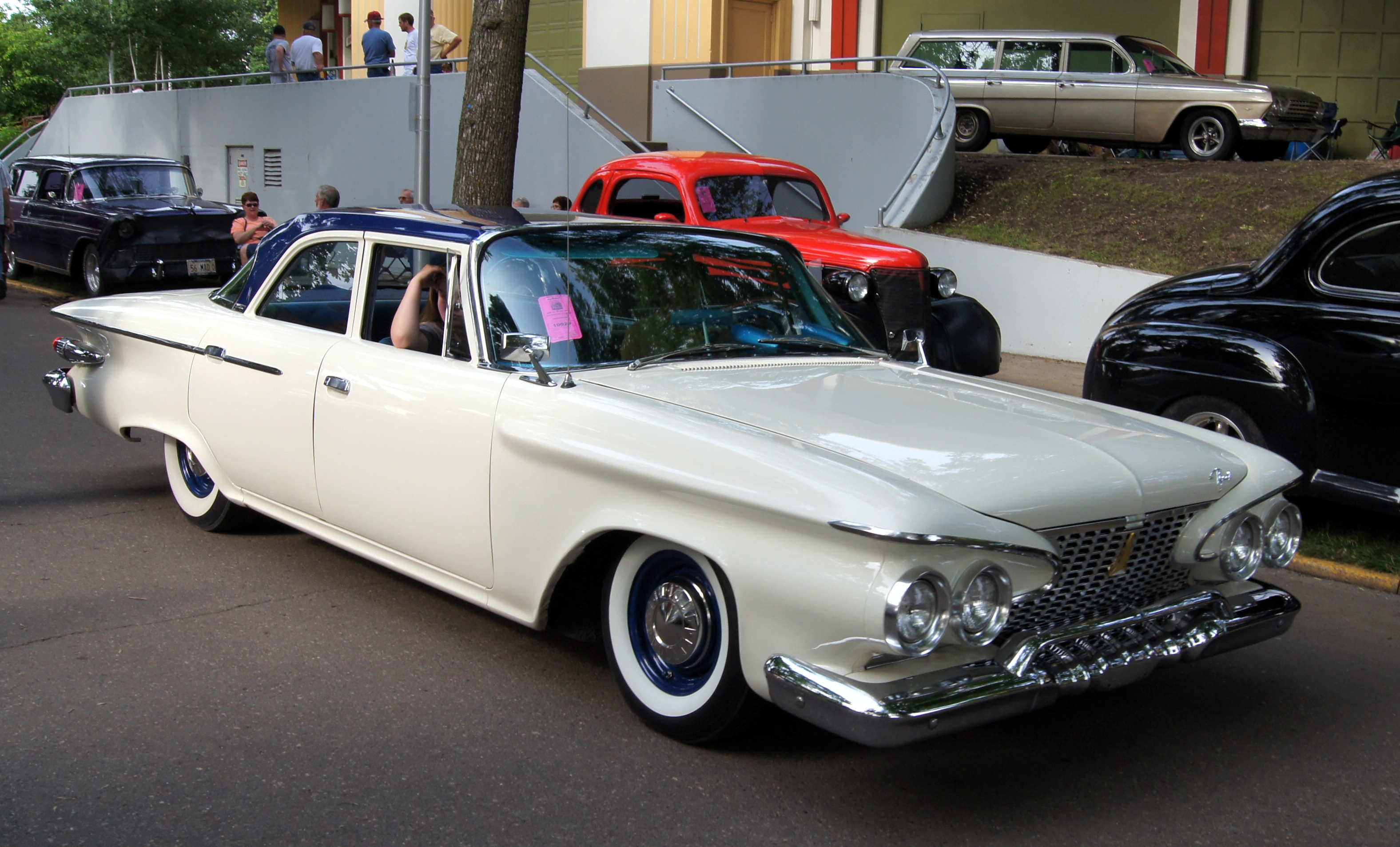
Modèle 1961.
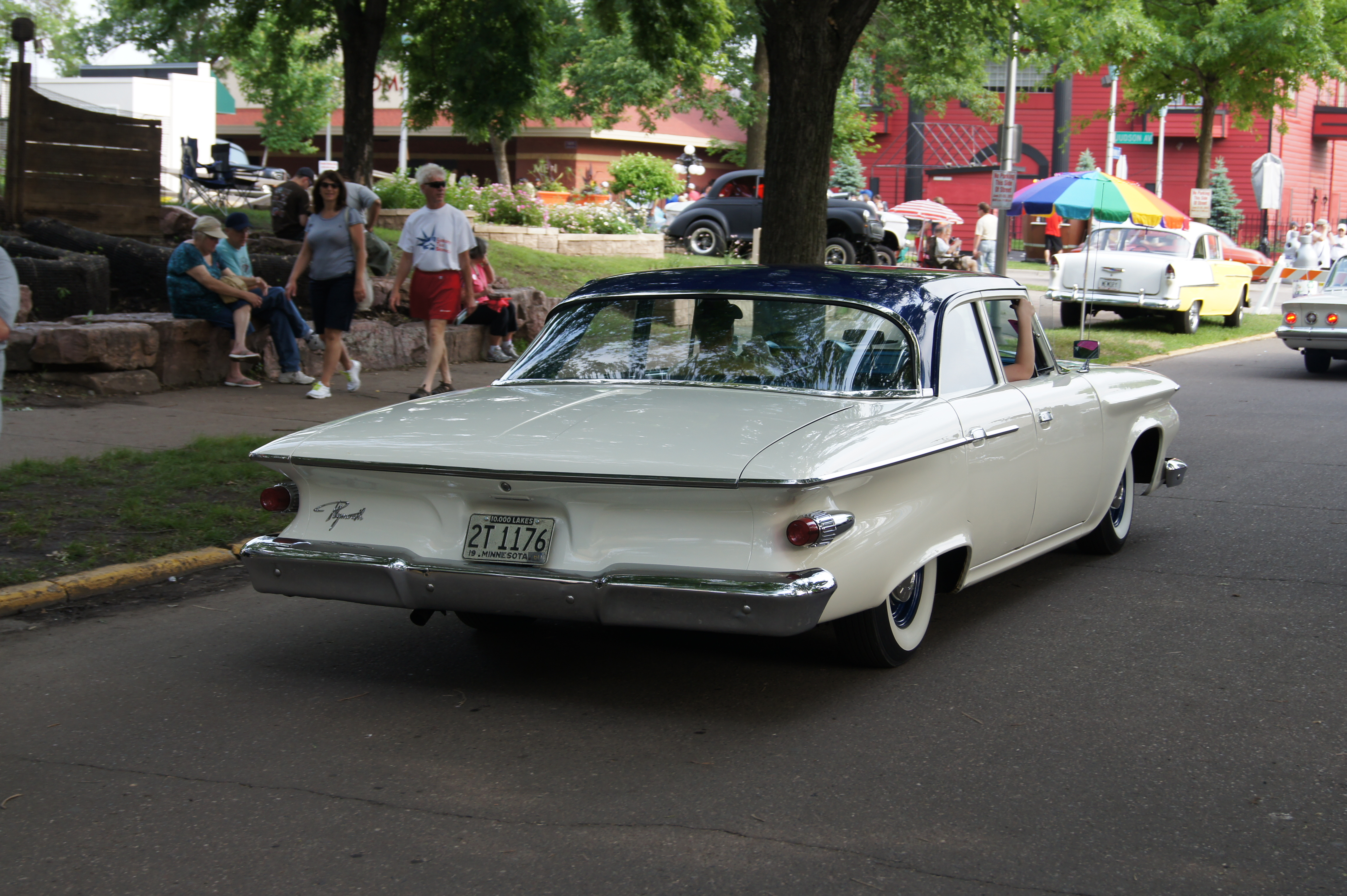

### 1962-1965
Alors que les prototypes grandeur nature sont prêts depuis 1959, Chrysler décide de réduire la taille de toutes les Dodge et Plymouth full-size, en réaction à des rumeurs infondées d'un mouvement similaire chez Chevrolet mais, plus certainement, pour abaisser les coûts de production. Reposant sur la même base que les nouvelles Dodge Dart, le châssis des Plymouth Savoy, Belvedere, Fury et Dodge Polara downsizées n'a qu'un empattement de 116 pouces. Dodge créera à la dernière minute la Custom 880 afin de disposer d'un modèle full-size tandis que Plymouth ne dépassera pas le segment intermédiaire, avec trois modèles aux dimensions semblables à celles des nouvelles Ford Fairlane.
En 1964, Plymouth proposera à nouveau un modèle full-size comparable à ceux de la concurrence, la Fury. Au lieu de réaliser plusieurs modèles, trois niveaux de confort sont catalogués (Fury I à III). La Belvedere est désormais le nom de la finition la moins luxueuse de leurs automobiles intermédiaires (en dessous des Plymouth Satellite) tandis que le nom "Savoy" disparaît.

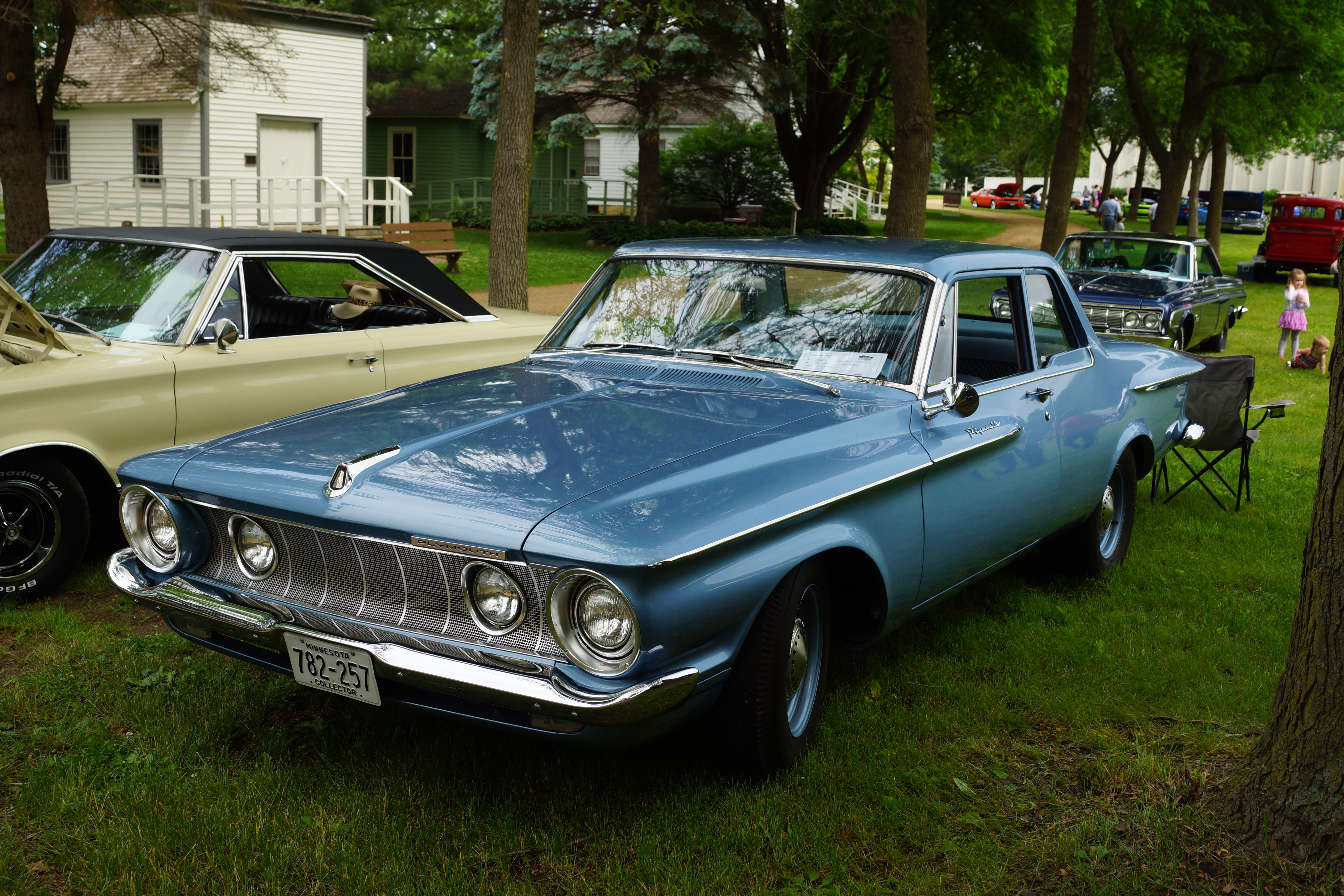
Coupé deux portes (1962).
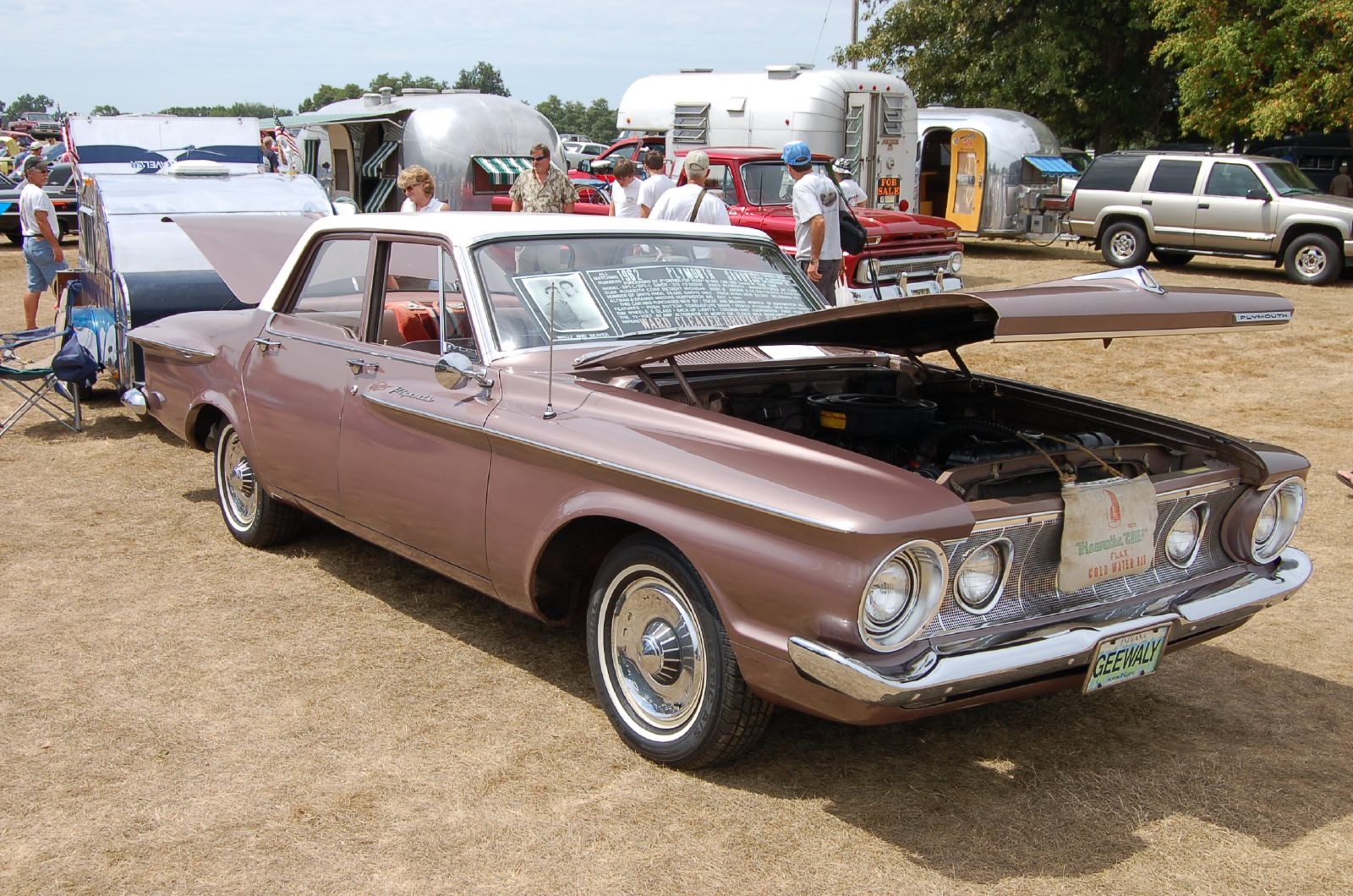
Berline produite la même année.
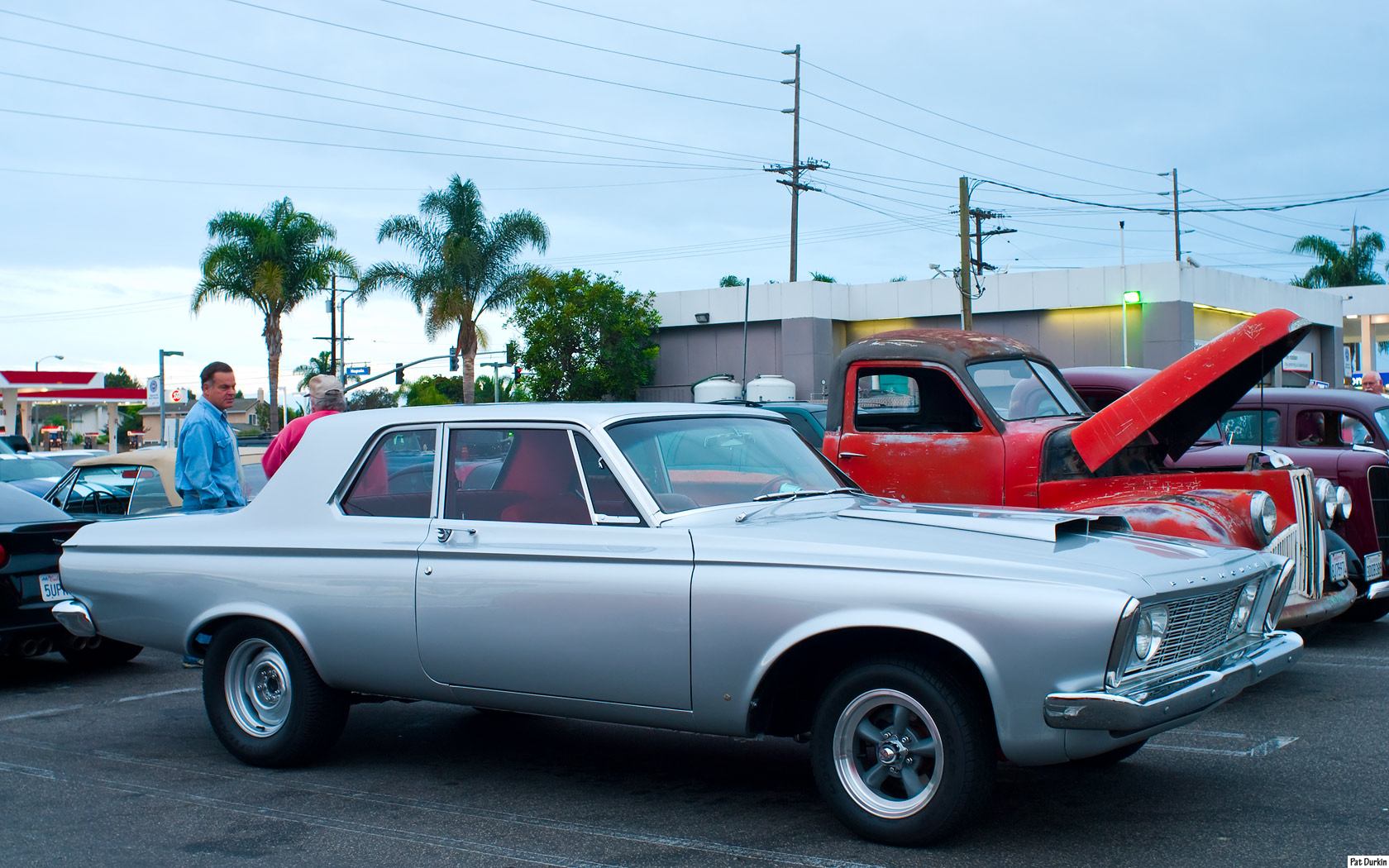
Coupé de 1963.
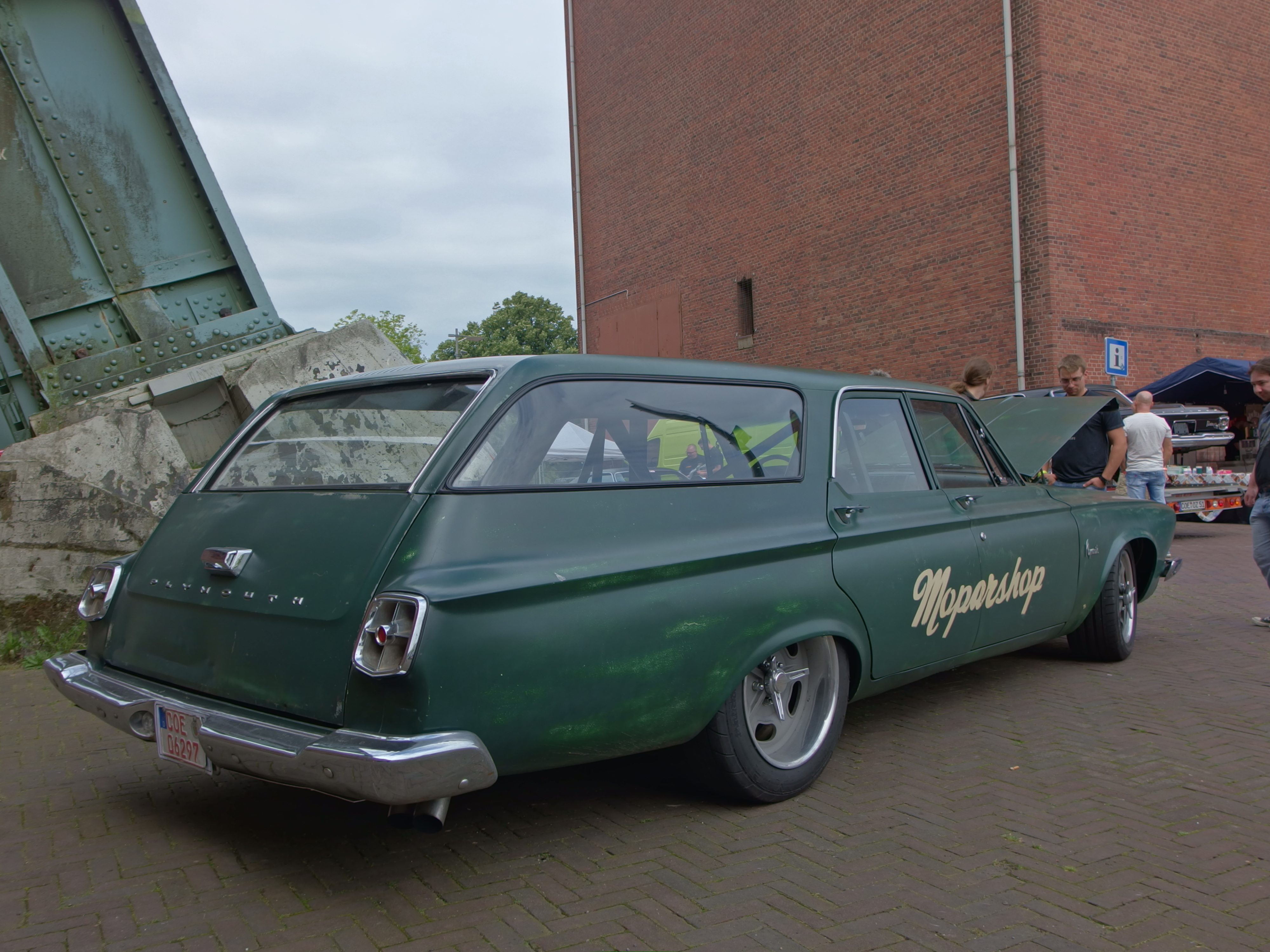
Break Savoy.
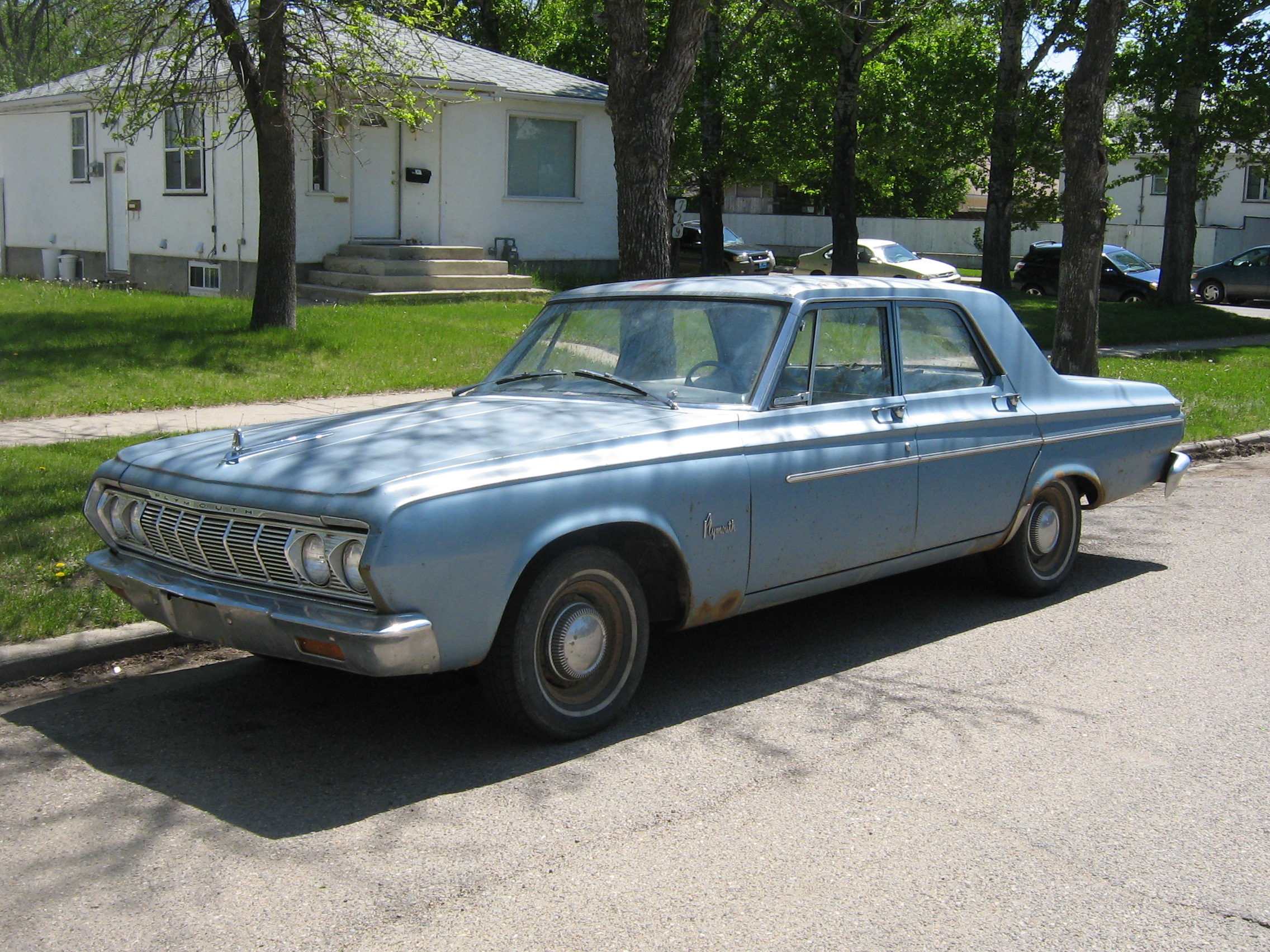
Quatre portes (1964).

### 1965 (Canada)
Au Canada, le nom "Savoy" a droit à une année de plus puisqu'il est utilisé pour désigner les Fury de la version la plus dépouillée. Les autres étant désignées Fury II et III comme aux États-Unis.